# Ekonomika Polska
Polská ekonomika je 2. největší ekonomikou ve střední Evropě,[ve zdroji nenalezeno] šestou největší v EU a největší z členských států Evropské unie, které dříve patřily do východního bloku. Před krizí okolo roku 2008 polská ekonomika rostla ročním tempem o více než 6 %.
Dle HDP je Polsko na 20. místě ve světě. Největší část ekonomiky je sektor služeb. 

## Hrubý domácí produkt (HDP) a parita kupní síly (PPP)
| rok  | HDP (v amerických dolarech) | HDP (v amerických dolarech) | PPP (v amerických dolarech) | PPP (v amerických dolarech) |
| rok  | nominální (v mln. dolarů)   | HDP na občana               | nominální (v mln. dolarů)   | PPP na občana               |
| ---- | --------------------------- | --------------------------- | --------------------------- | --------------------------- |
| 1984 | 75 656                      | 2041                        | 193 656                     | 5225                        |
| 1985 | 70 915                      | 1899                        | 207 496                     | 5556                        |
| 1986 | 73 822                      | 1964                        | 219 070                     | 5830                        |
| 1987 | 63 840                      | 1690                        | 229 655                     | 6081                        |
| 1988 | 68 747                      | 1814                        | 245 565                     | 6481                        |
| 1989 | 67 027                      | 1764                        | 264 921                     | 6973                        |
| 1990 | 62 206                      | 1633                        | 255 128                     | 6701                        |
| 1991 | 80 610                      | 2113                        | 245 279                     | 6430                        |
| 1992 | 88 888                      | 2326                        | 255 969                     | 6700                        |
| 1993 | 90 544                      | 2367                        | 273 268                     | 7146                        |
| 1994 | 103 887                     | 2714                        | 293 725                     | 7676                        |
| 1995 | 139 363                     | 3640                        | 320 059                     | 8360                        |
| 1996 | 156 993                     | 4099                        | 346 254                     | 9041                        |
| 1997 | 157 493                     | 4113                        | 377 185                     | 9850                        |
| 1998 | 172 389                     | 4503                        | 400 432                     | 10 461                      |
| 1999 | 168 130                     | 4394                        | 424 592                     | 11 096                      |
| 2000 | 171 613                     | 4486                        | 452 574                     | 11 830                      |
| 2001 | 190 805                     | 4989                        | 468 074                     | 12 239                      |
| 2002 | 199 070                     | 5208                        | 482 343                     | 12 620                      |
| 2003 | 217 829                     | 5703                        | 508 488                     | 13 314                      |
| 2004 | 255 292                     | 6687                        | 548 196                     | 14 360                      |
| 2005 | 306 304                     | 8027                        | 585 093                     | 15 333                      |
| 2006 | 344 627                     | 9039                        | 639 759                     | 16 780                      |
| 2007 | 429 021                     | 11 255                      | 703 336                     | 18 452                      |
| 2008 | 533 600                     | 13 992                      | 747 130                     | 19 591                      |
| 2009 | 439 794                     | 11 522                      | 774 148                     | 20 283                      |
| 2010 | 479 834                     | 12 453                      | 812 463                     | 21 086                      |
| 2011 | 528 292                     | 13 708                      | 868 897                     | 22 546                      |
| 2012 | 498 517                     | 12 937                      | 903 837                     | 23 455                      |
| 2013 | 521 013                     | 13 534                      | 934 553                     | 24 276                      |
| 2014 | 542 602                     | 14 101                      | 968 368                     | 25 166                      |
| 2015 | 477 488                     | 12 422                      | 1 020 667                   | 26 554                      |
| 2016 | 472 256                     | 12 287                      | 1 075 284                   | 27 978                      |
| 2017 | 526 643                     | 13 702                      | 1 145 324                   | 29 799                      |
| 2018 | 587 433                     | 15 293                      | 1 235 612                   | 32 168                      |
| 2019 | 595 772                     | 15 521                      | 1 314 781                   | 34 254                      |
| 2020 | 594 200                     | 15 527                      | 1 294 480                   | 33 826                      |
| 2021 | 642 121                     | 16 818                      | 1 363 766                   | 35 719                      |
| 2022 | 697 432                     | 18 466                      | 1 457 991                   | 38 604                      |
| 2023 | 752 831                     | 20 002                      | 1 550 261                   | 41 189                      |
| 2024 | 805 910                     | 21 472                      | 1 630 392                   | 43 440                      |

Zdroj: International Monetary Fund

## Státní dluh Polska
S ekonomickými reformami v roce 1989 se polský zahraniční dluh zvýšil z 42,2 miliard USD v roce 1989 na 365,2 miliard v roce 2014. 
Dle Národní polské banky (NBP) se státní dluh Polska vyvíjel následovně. V roce 1989 dosáhl 41 miliard amerických dolarů (zahraniční dluh) a 28 miliard zlotých (veřejný dluh), v roce 1990 dosáhl 48 miliard dolarů a 53 miliard zlotých, což tehdy odpovídalo 80 % a 92 % polského HDP. V roce 1995 velikost veřejného dluhu vůči HDP klesla na 50 %. Ve stejném roce velikost zahraničního dluhu vůči HDP klesla na 30 %, v roce 2001 pak klesla na 12 %. V roce 1998 dosáhl celkový státní dluh 200 miliard zlotých, v roce 2003 dosáhl 400 miliard zlotých a od té doby stále narůstal. V roce 2007 dosáhl 600 miliard zlotých, v roce 2009 dosáhl 800 miliard zlotých, v roce 2010 dosáhl 1 bilion zlotých, v roce 2013 dosáhl 1,2 bilionů zlotých, v roce 2016 dosáhl 1,4 bilionů zlotých, pak mírně klesl a v roce 2020 opět dosáhl 1,4 bilionů zlotých, tedy 350 miliard amerických dolarů. V roce 2024 státní dluh Polska dosáhl 434 miliard amerických dolarů , tedy 53 % HDP.